# サンエーしおざきシティ
サンエーしおざきシティは、沖縄県糸満市潮崎町にあるサンエーが運営する総合スーパー（GMS）である。コンセプトは「想いを、結ぶ。」。
略称は「しおティー」。

## 概要
所在地である糸満市潮崎町2丁目は、南浜埋立地区地区計画によって新設された市街地の一角である。2005年に宜野湾市大山に開業した「大山シティ」と同様のNSC（ネイバーフッドショッピングセンター）の形態の2号店である。
サンエーが2006年1月にドラッグストア大手の「マツモトキヨシ」とフランチャイズ契約を締結した後の初出店の店舗であり、同社が出店するドラッグストアの第1号店である。

## 沿革
- 2005（平成17）年11月04日 - 「糸満シティ（仮）」の出店を発表[2]。
- 2006（平成18）年
  - 4月15日 - 着工[3]。
  - 10月24日 - 「しおざきシティ」開店。
- 2014（平成26）年7月26日 - テナント跡に「ゲオ」オープン[注 1]。
- 2015（平成27）10月1日 - 営業時間を午後11時閉店に変更（一部テナントを除く）。
- 2016（平成28）年10月 - 電器館「エディオン」を縮小し、別館にあった「宮脇書店」を移転。

- 2020（令和2）年4月21日 - 営業時間を午後10時閉店に変更。なお、食品館は午後11時閉店。

- 2021（令和3）4月9日 - 別館のテナント跡（ライトオン、ABCマート、GFC）に、サンエー直営の「無印良品」オープン[4]。

## 主要テナント
詳細は公式サイトを参照。

### １階
- エディオン[注 2]（サンエー直営）
- ヴィレッジヴァンガード
- 沖縄銀行 糸満支店
- ゲオ
- ジョイフル（サンエー直営）
- マツモトキヨシ（サンエー直営）
- 宮脇書店
- 和風亭（サンエー直営）

### 過去に存在した店舗
- ABCマート
- auショップ
- ハロータイトー
- ライトオン - 沖縄県初出店

## アクセス

### 路線バス
潮崎入口バス停下車すぐ。
- 82番・玉泉洞糸満線（琉球バス交通）
- 107番・南部循環線（真壁廻り）（琉球バス交通）
- 108番・南部循環線（喜屋武廻り）（琉球バス交通）

双子橋バス停徒歩約3分。
- 446番・那覇糸満線　（那覇バス）

糸満市場入口バス停徒歩約11分。
- 34番・東風平線　（沖縄バス）
- 35番・志多伯線　（沖縄バス）
- 36番・糸満新里線　（沖縄バス）
- 89番・糸満（高良）線　（琉球バス交通・沖縄バス共同運行）
- 200番・糸満おもろまち線　（沖縄バス）
- 235番・志多伯おもろまち線　（沖縄バス）
- 334番・国立劇場おきなわ線　（沖縄バス）

### 注
1. ↑  サンエー店舗内に入居するのは初。また、ゲオの出店によりしおざきシティはサンエーで唯一ゲーム機を扱う店舗である。
2. ↑  開業時は「サンエーしおざき電器館withデオデオ」。2013年にエディオン本部の屋号変更にあわせ、現在の店舗名に変更した。